# Der Klang des Herzens
Der Klang des Herzens ist ein US-amerikanischer Spielfilm von Regisseurin Kirsten Sheridan aus dem Jahre 2007 mit Freddie Highmore, Keri Russell und Jonathan Rhys Meyers in den Hauptrollen.

## Handlung
Lyla Novacek, eine begabte Cellistin, und Louis Conelly, ein irischer Rockmusiker, lernen sich bei einer Party kennen und verbringen eine Nacht zusammen. Am nächsten Morgen trennen sie sich und verlieren einander aus den Augen. Doch die Nacht ist für beide nicht ohne Folgen: Lyla wird schwanger, Louis überwirft sich mit seinem Bruder und verlässt die Band. Nachdem Lyla einen Unfall hat, behauptet ihr ehrgeiziger Vater, der nur ihre Karriere im Sinn hat, dass das Kind bei dem Unfall gestorben ist. In Wahrheit hat er es aber zur Adoption freigegeben.
Elf Jahre später. In einem Waisenhaus lebt der musikalisch hochbegabte Evan Taylor, Lylas Sohn. Da er der Meinung ist, dass seine Eltern noch leben und ihn nicht freiwillig weggegeben haben, flieht er aus dem Waisenhaus und landet in New York. Dort trifft er auf den zwielichtigen Straßenmusiker „Wizard“ und dessen Kinderbande. Wizard nimmt Evan in die Gruppe auf und zwingt ihn, wie die anderen auch, als Straßenmusikant Geld zu verdienen. Er gibt Evan den Künstlernamen „August Rush“, den er auf der Seite eines vorbeifahrenden LKW liest. So kann dieser unerkannt bleiben, um nicht ins Waisenhaus zurückgebracht zu werden.
Als Wizards Versteck von der Polizei gestürmt wird, werden Wizard und Evan getrennt, und Evan landet in einer Kirche. Der dortige Pastor erkennt Evans Begabung und meldet ihn auf der Juilliard School an. Hier überrascht Evan mit seiner Begabung, und man bietet ihm an, bei einem Konzert seine Komposition aufzuführen. Während der Proben findet ihn allerdings Wizard wieder. Da er Evans damit erpresst, seinen wahren Namen preiszugeben, kommt dieser wieder zu ihm.
Parallel dazu wird die Geschichte über das Leben seiner Eltern erzählt. Louis hat einen Bürojob, der ihn offenbar nicht ausfüllt. Bei einer Party kommt es zur Aussprache der beiden Brüder, und Louis steigt wieder in die Band ein. Gleichzeitig versucht er, Lyla zu finden. Diese arbeitet inzwischen als Musiklehrerin und hat ein Auftrittsangebot für das Konzert, auf dem auch Evan seine Komposition aufführen soll. Der Tod ihres Vaters und dessen Bekenntnis, dass er ihren Sohn weggegeben hat, führen dazu, dass sie das Angebot annimmt und nach New York fährt.
Auch Louis ist wegen eines Konzerts mit der alten Band in New York. Hier trifft er auf Evan, der wieder für Wizard musizieren muss. Beide unterhalten sich, erkennen einander aber nicht als Vater und Sohn. Unterdessen versucht Lyla ihr Glück beim New Yorker Jugendamt und findet schließlich ein Foto von Evan.
Auf dem Rückweg von seinem Konzert entdeckt Louis Lylas Namen auf einem Konzertplakat und verlässt den Wagen, um sie zu suchen. Unterdessen will Wizard Evan nicht auf das Konzert lassen, da er weiß, dass er den Jungen dann verlieren wird, aber Evan gelingt die Flucht, und er erreicht noch rechtzeitig das Konzert. Dort findet Louis Lyla, die wiederum in Evan ihren Sohn erkennt.

## Synchronisation
Die deutsche Synchronisation entstand nach einem Dialogbuch von Cornelia Meinhardt und Markus Jütte und unter der Dialogregie von Cornelia Meinhardt im Auftrag der Berliner Synchron GmbH Wenzel Lüdecke.
| Darsteller             | Sprecher             | Rolle                     |
| ---------------------- | -------------------- | ------------------------- |
| Freddie Highmore       | Christian Zeiger     | August Rush (Evan Taylor) |
| Keri Russell           | Solveig Duda         | Lyla Novacek              |
| Jonathan Rhys Meyers   | Norman Matt          | Louis Connelly            |
| Robin Williams         | Peer Augustinski     | Wizard                    |
| Terrence Howard        | Simon Jäger          | Richard Jeffries          |
| Leon Thomas III        | David Wittmann       | Arthur                    |
| Henry Caplan           | Lutz Schnell         | Bill                      |
| Marian Seldes          | Cornelia Meinhardt   | Dekanin                   |
| Michael R. Hammonds II | Sami El-Sabkhawi     | Feedback                  |
| Jamia Simone Nash      | Julia Igelbrink      | Hope                      |
| Becki Newton           | Giuliana Jakobeit    | Jennifer                  |
| Bonnie McKee           | Uschi Hugo           | Lizzy                     |
| Michael Drayer         | Nico Sablik          | Mannix                    |
| Alex O’Loughlin        | Marius Clarén        | Marshall                  |
| Megan Gallagher        | Antonia Herting      | Megan                     |
| Aaron Staton           | Jaron Löwenberg      | Nick                      |
| Tyler McGuckin         | Daniel Claus         | Peter                     |
| Ronald Guttman         | Reinhard Scheunemann | Professor                 |
| Mykelti Williamson     | Axel Lutter          | Reverend James            |
| William Sadler         | Helmut Gauß          | Thomas Novacek            |

## Soundtracks
| Nr. | Titel                    | Interpret                               |
| --- | ------------------------ | --------------------------------------- |
| 1   | Father’s Song            | Leon Thomas III                         |
| 2   | Moondance                | Jonathan Rhys Meyers                    |
| 3   | This Time                | Jonathan Rhys Meyers                    |
| 4   | Bari Improv              | Kaki King                               |
| 5   | Ritual Dance             | Kaki King                               |
| 6   | Someday                  | John Legend                             |
| 7   | King of the Earth        | John Ondrasik                           |
| 8   | La Bamba                 | Leon Thomas III                         |
| 9   | Bach / Break             | Jonathan Rhys Meyers                    |
| 10  | Raise It Up              | Jamia Simone Nash & Bryton James        |
| 11  | Dueling Guitars          | Jonathan Rhys Meyers & Freddie Highmore |
| 12  | Elgar / Something Inside | Jonathan Rhys Meyers                    |
| 13  | August’s Rhapsody        | Mark Mancina                            |
| 14  | God Bless the Child      | Chris Botti & Paula Cole                |

## Auszeichnungen
Oscarverleihung 2008
- Nominierung in der Kategorie Bester Song für Raise It Up

Teen Choice Awards 2008
- Nominierung in der Kategorie Choice Movie Actress: Drama für Keri Russell

## Kritiken
„Ungewöhnlicher Kinderfilm mit Anleihen bei Charles Dickens "Oliver Twist". In Gestalt eines allzu ehrgeizigen Musikfilms kann er die einzelnen Handlungsstränge jedoch nicht zum schlüssigen Ganzen formen. Zudem bietet er musikalisch in erster Linie Kitsch.“

„Der Klang des Herzens“ ist ein überzeugendes Weihnachtsmärchen, das aber wirklich nur im süßlichen Rausch der Feiertage genossen werden sollte." – Filmstarts

„Kitsch-as-Kitsch-can! Regisseurin Kirsten Sheridan präsentiert hier kommerziell wohl kalkulierten Schmalz der nervigsten Sorte. Das Ganze folgt gleich einem triefend-romantischen Märchen einer hirnrissigen Geschichte, die stets mit einem Touch der Unerträglichkeit zu viel inszeniert wurde. Da ist sogar "Das Traumschiff" manchmal unterhaltsamer.“